# Хлебозаготовки в СССР
Хлебозаготовки в СССР — мероприятия по централизованной заготовке зерновых, имеющие задачу обеспечить достаточное наличие хлеба по цене соответствующей интересам всего социалистического хозяйства в целом. В. И. Ленин ставил проблему о хлебе как проблему социализма: «кажется что это борьба только за хлеб, но на самом деле это борьба за социализм».
Формы и методы организации хлебозаготовок, начиная с Октябрьской социалистической революции 1917 года, изменялись, отражая на каждом этапе состояние народного хозяйства, его рост, усиление социалистического сектора, вытеснение и ликвидация капиталистических и рыночных отношений, а также их участников.

## 1918—1920 — период гражданской войны
В период гражданской войны и военного коммунизма в основе организации хлебозаготовок лежали хлебная монополия и продразвёрстка, доставшиеся в наследство от последних месяцев хозяйствования Царского и Временного правительства: 29 ноября 1916 г. управляющий министерства земледелия Риттих подписал постановление о хлебной развёрстке, а 7 декабря были определены нормы губернских поставок с последующим расчётом продразвёрстки по уездам и волостям. Продразвёрстка в России вступила в силу в январе 1917 года. 17 февраля 1917 г. Риттих выступил в Государственной Думе с детальным обоснованием продразвёрстки как действенного средства решения продовольственных проблем. Риттих указал на то, что в результате политического торга твёрдые цены для закупки продуктов государством были назначены в сентябре 1916 несколько ниже рыночных цен, что сразу же значительно сократило подвоз хлеба в центры перевозки и помола. Он указал также на необходимость добровольности продразвёрстки.
Я должен сказать, что там, где были уже случаи отказа или где были недовёрстки, сейчас же меня с мест спрашивали, как следует дальше поступить: следует ли поступить, как того требует закон, который указывает на определённый выход тогда, когда сельские или волостные общества не постановляют того приговора, который требуется от них для выполнения той или другой повинности или раскладки, - следует ли так поступать, или же следует, быть может, прибегать к реквизиции, предусмотренной тоже постановлением Особого совещания, но я неизменно и всюду отвечал, что тут с этим надобно подождать, необходимо выждать: быть может настроение схода изменится; надо вновь его собрать, указать ему ту цель, ради которой эта развёрстка предназначена, что это именно нужно стране и родине для обороны, и в зависимости от настроения схода я думал, что эти постановления изменятся. В этом направлении, добровольном, я признавал необходимым исчерпывать все средства.
Доклад Риттиха в Думе 14 февраля 1917. Архивная копия от 21 мая 2008 на Wayback Machine
25 марта 1917 г., министр земледелия Временного правительства, кадет А. И. Шингарёв провёл закон о хлебной монополии. «Это неизбежная, горькая, печальная мера, — говорил он, — взять в руки государства распределение хлебных запасов. Без этой меры обойтись нельзя». Конфисковав кабинетские и удельные земли, Шингарёв отложил вопрос о судьбе помещичьих имений до Учредительного Собрания.
В мае 1917 г. Временное правительство организовало Министерство продовольствия, которое возглавил публицист А. В. Пешехонов. Он стремился осуществить хлебную монополию. Но его политика вызвала отпор и предпринимателей, и самих крестьян. За май-август 1917 г. практические плоды деятельности Пешехонова на посту министра были ничтожны. Его просчёты характерны и для его преемника — известного экономиста-теоретика С. Н. Прокоповича, бывшего министром продовольствия в течение месяца до Октябрьской революции. Прокопович также не выполнил свою продовольственную программу, основывавшуюся на активном вмешательстве государства в экономику: установлении твёрдых цен, распределении продуктов, регулировании производства. Он требовал введения трудовой повинности, создания центра управления народным хозяйством, единого плана снабжения всех его отраслей. Ни сил, ни воли у Временного правительства на это не хватило. Вместо намеченных к заготовке 650 млн пудов было заготовлено около
В первом составе Совнаркома наркомом по делам продовольствия стал потомственный дворянин, профессиональный революционер Иван-Бронислав Адольфович Теодорович. Но к середине декабря, когда он окончательно оставил пост наркома, результаты его деятельности в наркомате равнялись нулю. Заместителем наркома Совнарком назначил профессионального революционера, врача по образованию А. Г. Шлихтера, сторонника жёстких административных методов работы. Он очень быстро сумел восстановить против себя как новых, так и старых продовольственников, и это не могло не волновать Ленина.
28 ноября 1917 г. товарищем наркома продовольствия был назначен Цюрупа, а 25 февраля 1918 г. Совнарком утвердил его наркомом продовольствия.
В марте 1918 г. в докладе Совнаркому Цюрупа писал:
Дело снабжения хлебом переживает тяжёлый кризис. Крестьяне, не получая мануфактуры, плугов, гвоздей, чая и проч. предметов первой необходимости, разочаровываются в покупной силе денег и перестают продавать свои запасы, предпочитая хранить вместо денег хлеб. Кризис усугубляется недостатком денежных знаков для расплаты в тех местах, где ссыпка ещё производится. Анализ существующего положения приводит к выводу, что только снабжение деревни тем, чего она требует, т.е. предметами первой необходимости, может вызвать на свет спрятанный хлеб. Все другие меры лишь паллиативы... Товарообмен уже и теперь повсеместно происходит в связи с мешочничеством (рабочие фабрик обменивают свой продукт на продовольствие для себя). Прекратить этот стихийный процесс можно лишь одним способом - организуя его в масштабе государственном…
Цюрупа предлагал запасы промтоваров, сельскохозяйственных машин и предметов первой необходимости на сумму 1,162 млн руб. направить в хлебородные регионы. 25 марта 1918 г. СНК утвердил доклад Цюрупы. Продовольственным органам, Наркомпроду и лично Цюрупе были предоставлены чрезвычайные полномочия по снабжению страны хлебом, другими продуктами. Принятый в апреле 1918 года декрет, по которому Наркомпрод был уполномочен приобретать товары широкого потребления, чтобы выдавать их в обмен на крестьянское зерно, не был полностью реализован . Попытки установить нормы питания и твёрдые цены в городах рухнули из-за недостатка продовольствия и неумелого управления. Декрет ВЦИК от 9 мая 1918 года, подтверждающий государственную монополию хлебной торговли и запрещающий частную торговлю хлебом.
В мае 1918 г. был принят декрет о продовольственной диктатуре в стране (Декрет ВЦИК от 13 мая 1918 о Продовольственной диктатуре Наркомпрода). Реорганизуются местные органы Наркомпрода. Создаются губернские и уездные продкомы. И в центре, и на местах, при продорганах в губерниях, создана сеть курсов агитаторов-продовольственников. Регулярно издаются «Известия Наркомпрода», «Бюллетень Наркомпрода», «Справочник продработника». «Памятная книжка продовольственника» и ряд других агитационно-справочных изданий.
Летом и осенью 1918 г. в центре внимания Цюрупы — уборка урожая, заготовка продовольствия. С помощью профсоюзов, фабзавкомов и местных Советов Наркомпрод создавал рабочие отряды, организовавшие на местах уборку урожая, транспортировку зерна и заготовку хлеба. Большую роль в хлебозаготовках сыграли Комитеты Бедноты (комбеды) созданные Декретом ВЦИКа от 11 июня 1918 которые вплоть до момента их ликвидации в декабре 1918 −1919 контролировали заготовительную и снабженческую деятельность деревенской кооперации, непосредственно руководили уборочной и посевной компанией осени 1918 года. Гражданская война вынуждала к чрезвычайным мерам. Цюрупа разъяснял:
«Сейчас, когда у нас нет… товаров, когда наши запасы не пополняются и живём полученным нами наследством, мы не можем провести товарообмена в широком масштабе. Сейчас, когда гражданская война отняла у нас громадные хлебные территории, топливные и др., формы будущего нам недоступны. Мы должны, прибегая к суррогатам, по одёжке и протягивать ножки… В условиях пожара нельзя допустить экспериментов. Мы должны получить хлеб»
Усиление иностранной военной интервенции и необходимость срочного получения хлеба для полного удовлетворения нужд Красной Армии и хотя бы минимальных потребностей промышленных центров заставили правительство перейти с февраля 1919 года (11 января 1919 года был обнародован декрет «О развёрстке хлеба и фуража».) к продразвёрстке уже действовавшей со второй половины 1918 в ряде губерний (Тульской, Вятской, Калужской, Витебской и др.).
За первые 9 месяцев советской власти — 5 млн.центнеров; за 1 год продразверстки (1/VIII 1918-1/VIII 1919) — 18 млн.центнеров ; 2-й год (1/VIII 1919-1/VIII 1920) — 35 млн.центнеров 3-й год (1/VIII 1920-1/VIII 1921) — 46,7 млн.центнеров.
Погодовые данные о хлебозаготовках за этот период :1918/1919 −1767780 тонн; 1919/1920 −3480200 тонн; 1920/1921 — 6011730 тонн.

## 1921—1927 хлебозаготовки на основе продналога и свободной торговли хлебом
Переход от военного коммунизма к НЭПу потребовал ослабления действующего режима хлебозаготовок. Система хлебозаготовок основанная на продразверстке была заменена более либеральным продналогом (введённый декретом ВЦИК от 21 марта 1921 года), точно определявшим количество хлеба к сдаче государству, его сумма должна быть опубликована до весеннего сева. Натуральный продовольственный налог был меньше размера эквивалентного продразверстке. Всё что оставалось после уплаты натурального налога поступало в полное распоряжение крестьянина, которому предоставлялась свобода торговли этим излишками.
10 мая 1923 года продналог был заменён единым сельскохозяйственным налогом, который был исчислен в хлебных (ржаных) единицах, хотя мог частично вносится и деньгами. Сельскохозяйственный налог 1924/25 года, в связи с завершением денежной реформы 1922 года, полностью взимался деньгами.
Параллельно с продналогом хлеб заготовлялся в порядке прямого товарообмена и через закупки хлеба обращавшегося на рынке.
Соотношение между хлебом, который поступал в порядке продналога и хлебом закупаемым на рынке, уже в 1923/24 резко изменилось в пользу последнего
| Годы    | Продналог и возврат ссуд | Рыночные заготовки плановых заготовителей | Итого  |
| ------- | ------------------------ | ----------------------------------------- | ------ |
| 1922/23 | 5913,0                   | 1113,9                                    | 7026,9 |
| 1923/24 | 1789,7                   | 5325,5                                    | 7111,2 |

При переходе от военного коммунизма к НЭПу были созданы новые хлеботорговые организации. Для охвата рыночного оборота хлеба (сосредоточения основной массы товарного хлеба и подчинения цены на хлеб государственному регулированию) в мае 1922 была создана спец.организация «Хлебопродукт» и ряд других организаций. К заготовкам товарного хлеба была привлечена также кооперация. Все они, наряду с плановыми заготовителями, пытались охватить товарные излишки зерна, вращавшиеся на рынке. Уже в 1923/1924 на заготовительном рынке выступало 16 основных плановых заготовителей и большое количество внеплановых: промысловая и инвалидная кооперация, фабрично-заводские предприятия, комитеты взаимопомощи и т. д. Множественность заготовителей порождала нездоровую конкуренцию. В 1925 это стало одним из факторов резкого скачка цен на зерно, когда в попытках первыми выполнить довольно высокий заготовительный план гос.закупщики создали ажиотажный спрос.
В то же время отдельные районы страны не были в достаточной степени охвачены плановыми заготовками. Регулирование хлебного рынка осуществлялось через особоуполномоченных СТО -Осполком СТО — (1922/23), специальную межведомственную комиссию, через Комвнуторг при СТО 1923/24, в 1924/25 создаётся Наркомвнуторг преобразованный в 1925/26 в Наркомторг.
В 1924/25 регулирующие мероприятия государства сводятся к упорядочению хлебного рынка путём устранения конкуренции за счёт: сокращения количества основных заготовителей до 10, их более целесообразного размещения по регионам, увязки работы отдельных госорганизаций соприкасающихся с хлебным рынком, и, в частности, установления лимитных цен.
В начале нэпа частные и внеплановые заготовители занимают большое место в хлебообороте: ими было заготовлено хлеба и маслосемян: в 1922-23 −26 %, а в 1924/25 — 43 % от общего объёма заготовок. Развёртывание гос.регулирования, усиление гос.плановых заготовок и систематическая борьба с частником в дальнейшем привела к росту обобществлённого сектора (1925/26 — 65 %, 1926/27-67 % всей массы рыночного хлеба) с учётом внеплановых гос. и кооперативных заготовителей. Начиная с 1925/26 государство отказывает частным торговцам в государственных услугах по кредитованию, предоставлению ж.д. и водного транспорта для хлебных перевозок (экономрегулирование на транспорте). В 1926/27 сокращается частное мукомолье. Государство запрещает гос. и кооперативным орг-циям заключение сделок с частными торговцами. Все эти мероприятия значительно усилили позиции гос. и кооперативных заготовителей оставленных на хлебном рынке. В 1927/28 гос. и кооперативными заготовителями было заготовлено 84 % товарного зерна. Остальные 16 % падали на внеплановый оборот, включая как частный капитал так и непосредственные закупки населения. Роль частного капитала в межрайонном хлебообороте снижается до 3 %. Быстро растут размеры заготовок кооперации, их удельный вес в плановых хлебозаготовках.
| Культуры               | 1923/24 | 1924/25 | 1925/26 | 1926/27 |
| ---------------------- | ------- | ------- | ------- | ------- |
| Рожь                   | 275     | 513     | 567     | 431     |
| Пшеница                | 494     | 720     | 763     | 620     |
| Овес                   | 275     | 907     | 537     | 361     |
| Ячмень                 | 256     | 519     | 427     | 330     |
| Среднее по 4 культурам | 348     | 604     | 635     | 527     |

В 1927/28 с проведением мероприятий против частника цена устанавливается на приемлемом для народного х-ва уровне и расхождение между высшим и низшим уровнями государственных заготовительных цен значительно сокращаются.
| Культуры | 1923/24 | 1924/25 | 1925/26 | 1926/27 |
| -------- | ------- | ------- | ------- | ------- |
| Рожь     | 269     | 525     | 214     | 65      |
| Пшеница  | 433     | 586     | 177     | 63      |
| Овес     | 281     | 556     | 293     | 64      |
| Ячмень   | 324     | 489     | 153     | 120     |

В 1926/27 резко уменьшился также разрыв между заготовительными осенними и весенними ценами, который был значителен в 1923/24-1924/25:
| Культуры | 1923/24 | 1924/25 | 1925/26 | 1926/27 |
| -------- | ------- | ------- | ------- | ------- |
| Рожь     | 147     | 421     | 110     | 6       |
| Пшеница  | 305     | 513     | 237     | 6       |
| Овес     | 189     | 440     | 128     | 30      |
| Ячмень   | 195     | 433     | 0       | 60      |

Заготовки за этот период составили
| Годы    | В млн. ц. | в% к 1924/25 |
| ------- | --------- | ------------ |
| 1924/25 | 51,4      | 100          |
| 1925/26 | 95,2      | 185,2        |
| 1926/27 | 115,9     | 225,4        |

К осени 1927 государство установило твёрдые цены на хлеб. Быстрый рост индустриальных центров, увеличение численности городского населения вызвали огромный рост потребности в хлебе.
Низкая товарность зернового хозяйства, неурожай зерновых в ряде регионов СССР, (преимущественно на Украине и Северном Кавказе), выжидательная позиция поставщиков и продавцов , международная обстановка вокруг СССР, вылившаяся в то, что называют «военной тревогой 1927 года», и ряд указанных ниже причин привели к событиям именуемым «хлебной стачкой». Несмотря на незначительное снижение урожая (1926/27 — 78393 тыс.т 1927/28 — 76696 тыс.т.) в период с 1 июля 1927 по 1 января 1928 государством было заготовлено на 2000 тыс. т. меньше чем в тот же период предшествующего года.
В Резолюции Пленума ЦК ВКП(б) от 10 июля 1928 года «Политика хлебозаготовок в связи с общим хозяйственным положением среди специфических причин появления „затруднений на хлебном фронте“ указывалось:

„а) нарушение рыночного равновесия и обострение этого нарушения благодаря более быстрому росту спроса со стороны крестьян в сравнении с предложением промтоваров, вызванное повышением доходности деревни, в особенности её зажиточных и кулацких слоёв.

б) неблагоприятное соотношение цен на хлеб в сравнении с ценами на другие продукты сельского хозяйства, что ослабляло стимул к реализации хлебных излишков и чего, однако, не могла изменить партия во второй половине года не вступая в конфликт с маломощными слоями деревни.

в) ошибки планового руководства, главным образом по линии своевременного завоза товаров и налогового обложения (низкий налог для имущих слоёв деревни)

г) недостаток заготовительных и партийно-советских организаций (отсутствие единого фронта, отсутствие активности, ставка на самотёк)

д) использование всех этих минусов капиталистическими элементами города и деревни (кулаки, спекулянты) для подрыва хлебозаготовок.

В результате этих минусов государство оказалось к январю 1928 года перед лицом дефицита в 128 млн пудов хлеба в сравнении с предыдущим годом, что создавало угрозу кризиса для всего народного хозяйства.

Благодаря своевременно принятым мерам, в известной части носившим чрезвычайных характер партии и Советской власти удалось предотвратить эту угрозу и наверстать упущенное в первой половине заготовительного года и довести к 1 апреля заготовки хлеба к прошлогодним размерам, что при дальнейшем выполнении плана хлебозаготовок обеспечивало бы потребности внутреннего рынка до нового урожая.
Однако в результате гибели озимых посевов на юге Украины и отчасти на Северном Кавказе, являющихся главными поставщиками хлеба, Украина полностью, а Северный Кавказ частично выпали как снабжающие районы, что не только уменьшило заготовительные возможности государства до нового урожая миллионов на 25, но потребовало ещё семенной помощи для пересева, поставив государство перед необходимостью довести яровую семенную помощь по всему СССР до 30 млн пудов. Эти обстоятельства плюс перерасход в снабжении хлебом сверх плана для удовлетворения широкого круга потребителей вынудили заготовительные организации усилить заготовки и других хлебных районах и задеть страховые запасы крестьянства.“

Всё это создало почву для повторного применения чрезвычайных мер и для административного произвола в заготовительных районах, нарушения революционной законности частичного применения методов продразвёрстки (обход дворов, закрытие базаров, незаконные обыски и т. д.), а в районах потребляющих в связи с резким сокращением планового снабжения привело в ряде мест к частичному введению карточек на хлеб.

Эти обстоятельства вызвали недовольство среди некоторых слоёв крестьянства выразившееся в выступлении протеста против административного произвола в ряде районов…»

Среди мероприятий которые планировалось для не допущения подобного в будущем планировалось:

1. немедленная ликвидация практики обхода дворов, незаконных обысков и всякого рода нарушений революционной законности.

2. Немедленная ликвидация всех и всяких рецидивов продразвёрстки и уничтожение каких бы то ни было попыток закрытия базаров с обеспечением максимально гибких форм регулирования торговли со стороны хозяйственных органов.

3. Известное повышение цен на хлеб с варьированием по районам и зерновым культурам.

4. Не допускать повторения ошибок в деле распределения товаров и обеспечить своевременный завоз пром.товаров и обеспечить своевременный завоз промтоваров в хлебозаготовительные районы.

5. Сочетать политику возврата кредитов и сбора единого сельскохозяйственного налога с интересами хлебозаготовок, обеспечение своевременное их поступление.

6. Вести неослабную борьбу с самогоноварением.

7. Правильная организация дела снабжения хлебом, не допускающая перерасходов сверх установленных планов и возлагающая ответственность за снабжение потребителей на местный товарооборот и местных заготовителей.

8. Обязательное образование государственного хлебного (продовольственного и семенного) резерва.

Серьёзная семенная помощь, оказанная Советской властью бедноте и среднему крестьянству, обеспечила значительное расширение яровых посевных площадей. Это обстоятельство совпало с благоприятными видами на урожай, оцениваемый ЦСУ СССР, по данным на 15 июня, выше среднего. Всё это плюс рост промышленной продукции и реорганизация заготовительного аппарата, соединённое с вышеуказанными мероприятиями должно облегчить, несмотря на недостаток манёвренных запасов хлеба, достижение нормального темпа заготовок ещё до осени".

Несмотря на благоприятные прогнозы засуха на уже пострадавших Украине и Северном Кавказе привела зимой-весной 1928/29 к трудностям с продовольствием и голоду в отдельных районах страны. В виду отсутствия государственных запасов группой Бухарина было предложено «отказаться от наступления на кулачество, вернуться к свободной продаже хлеба, а недостающий хлеб купить за границей».
Это предложение было отвергнуто, и практика «нажима» была продолжена (преимущественно за счёт хлебопроизводящих районов Сибири).
Всего в 1927/28 году было заготовлено 11 тысяч тонн. Этот кризис становится отправной точкой к «коренному разрешению зерновой проблемы» выразившиеся в «развёртывании социалистического строительства в деревне, насаждая совхозы и колхозы, способные использовать тракторы и другие современные машины.»

## 1928—1931 Хлебозаготовки на основе контрактации
| Годы    | В тыс. га | в % к посевной площади |
| ------- | --------- | ---------------------- |
| 1927/28 | 1700      | 1,8                    |
| 1928/29 | 18 160    | 19,1                   |
| 1929/30 | 49 190    | 51,2                   |
| 1930/31 | 72 397    | 73,5                   |
| 1931/32 | 74 261    | 71,1                   |

Вся заготовка хлеба в этом периоде сосредотачивается преимущественно в системе сельскохозяйственной кооперации. На рынке был оставлен единый заготовитель хлеба, центр сельскохозяйственной кооперации, «Хлебживцентр»; «Хлебопродукт» был превращён в единого государственного держателя зерна — «Союзхлеб».
По мере увеличения размера обобществлённого сектора (количества колхозов и совхозов) его роль в поставках государству возрастала.
| Секторы      | 1929/30 тыс. т | в %  | 1930/31 тыс. т | в %  | 1931/32 тыс. т | в %  |
| ------------ | -------------- | ---- | -------------- | ---- | -------------- | ---- |
| Совхозы      | 391,2          | 2,8  | 1274,4         | 6,3  | 1798,3         | 8,3  |
| Колхозы      | 1510,4         | 11,0 | 6708,1         | 33,8 | 14129,5        | 66,4 |
| Единоличники | 1189,2         | 86,2 | 11 933,2       | 59,9 | 5373,1         | 25,4 |

Всего же за период контрактации хлебозаготовки увеличивались вплоть до 1932 года.
| Годы    | В млн. ц | в % 1928/29 |
| ------- | -------- | ----------- |
| 1928/29 | 107,9    | 100         |
| 1929/30 | 160,8    | 51,2        |
| 1930/31 | 222,4    | 73,5        |
| 1931/32 | 228,4    | 71,1        |

Практика применения контрактации (механическая разверстка планов на районы, встречные планы и так далее), применение антинаучных методов ведения хозяйства (мелкая вспашка, монокультурность, и так далее и тому подобное), формальное и некомпетентное управление (отсутствие оного) сельским хозяйством со стороны Наркомзема, и сильная засуха 1931 катастрофически сказались на состоянии зернового хозяйства. Неспособность государственных и кооперативных структур полноценно поддерживать зернооборот на рынке хранения, переработки и доставки хлеба потребителю создали значительное напряжение с хлебом в стране.

## 1932 — Xлебозаготовки на основе контрактации в сочетании с колхозной торговлей

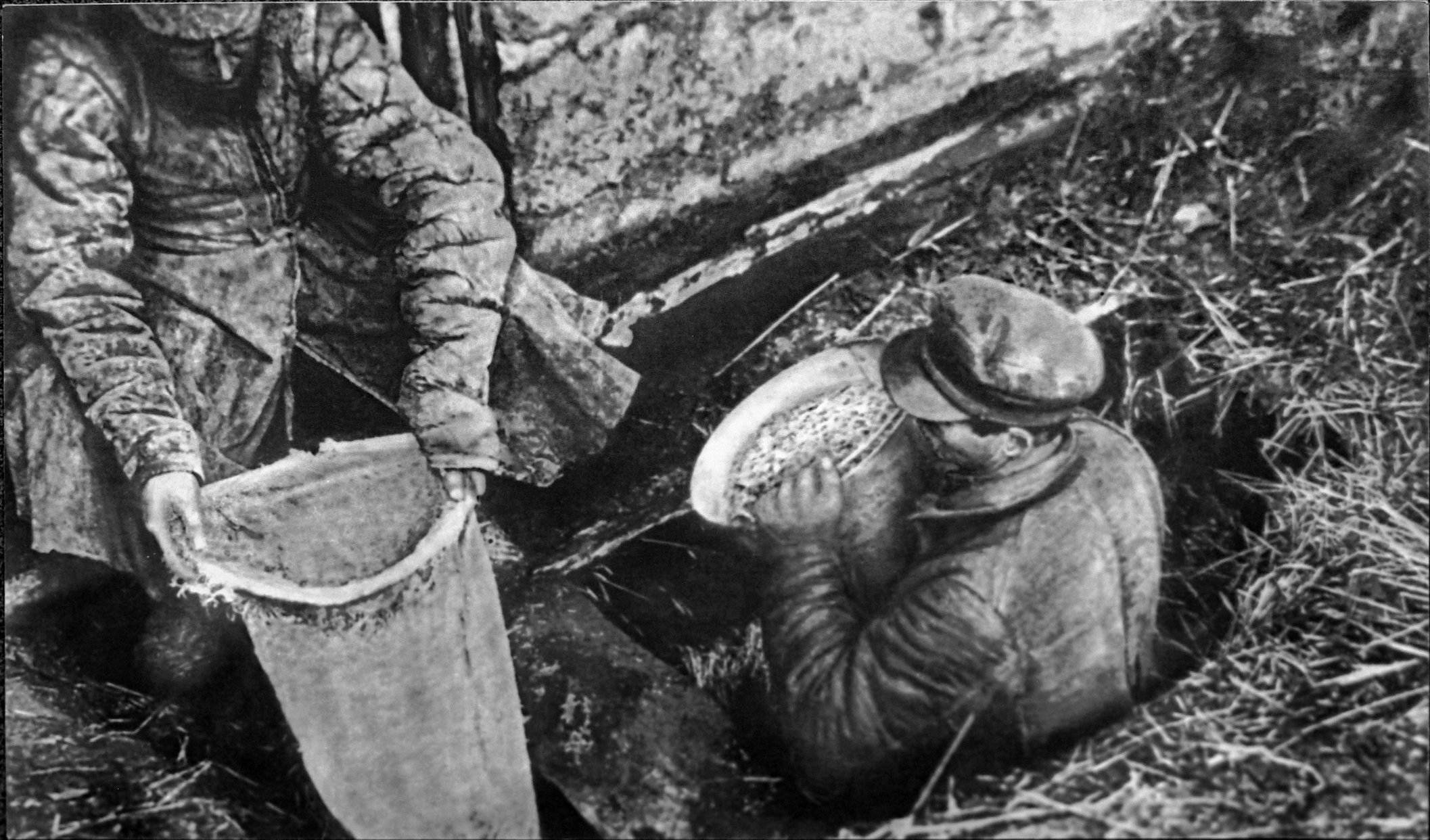
Работники ОГПУ извлекают из ямы спрятанное зерно (1932 год, фотография из государственного музея политической истории России)

Данная система вводилась с официальной целью развития товарооборота в стране. Согласно ей колхоз и единоличник мог торговать хлебом после выполнения плана хлебозаготовок и засыпки семенных и страховых фондов. Колхозник мог торговать хлебом, полученным им по трудодням, по выполнении плана хлебозаготовок и засыпки семян.
Несмотря на это послабление в итоге хлебозаготовки в 1932, прошли дали значительно худший результат. Официально причиной тому было то, что «Однако многие деревенские работники и отдельные партийные организации не учли новой обстановки, не перестроили своей работы, допустили ряд серьезных ошибок и тем создали большие трудности в Xлебозаготовках 1932.» «Пока не было колхозной торговли хлебом, пока не было двух цен на хлеб, государственной и рыночной,— обстановка в деревне была одна. С объявлением колхозной торговли хлебом обстановка должна была измениться круто, ибо объявление колхозной торговли означает легализацию рыночной цены на хлеб, более высокой, чем установленная государственная цена. Нечего и доказывать, что это обстоятельство должно было создать у крестьян известную сдержанность в деле сдачи хлеба государству». И далее «…наши деревенские коммунисты, по крайней мере большинство из них, раскусили колхозную торговлю лишь с её положительной стороны, поняли и усвоили её положительную сторону, но совершенно не поняли и не усвоили отрицательных сторон колхозной торговли,—не поняли того, что отрицательные стороны колхозной торговли могут причинить большой вред государству, если они, то есть коммунисты, не начнут с первых же дней уборки хлеба подгонять во всю хлебозаготовительную кампанию» (Сталин И., О работе в деревне)
Принудительные хлебозаготовки 1932 года и засуха в зернопроизводящих регионах привели к массовому голоду, демографические потери от которого в СССР составили несколько миллионов человек.

## 1933—1939 Хлебозаготовки на основании закона об обязательной поставке государству натуроплаты за работы МТС и колхозной торговли
В новой обстановке, созданной утверждением колхозного строя и введения колхозной торговли хлебом, старый метод заготовок на основе контрактации оказался непригоден. При контрактации каждый колхоз узнавал свой размер хлебосдачи лишь после сбора урожая. При этом нередко работа лучших колхозов не стимулировалась вследствие допускаемой уравнительности при оставлении зерна в колхозах после хлебозаотовок. Это отрицательно сказывалось на производительности труда колхозников и повышении урожайности колхозных полей.
19/1 1933 в отмену системы контрактации СНК СССР и ЦК ВКП(б) был принят закон «Об обязательной поставке зерна государству колхозами и единоличными хозяйствами». Новая система заготовок хлеба состоит в том, что колхоз ещё до начала весеннего сева точно знает, какое количество зерна он обязан продать государству. Твердые размеры сдачи зерна с гектара посевов зерновых культур, согласно государственному плану, устанавливаются правительством. Все, что колхоз убрал сверх того количества, к-рое он обязан сдать государству, остается в его полном распоряжении.
Кроме того для устранения прорыва в сельском хозяйстве партия послала лучших работников в деревню для работы в политотделах МТС, создала комиссии по определению урожайности из числа проверенных большевиков, укрепила кадры заготовительного аппарата, направив в деревню в качестве уполномоченных Комитета по заготовкам с.-х. продуктов при СНК СССР (КомзагСНК) почти две тысячи человек, прошедших отбор в ЦК ВКП(б).
Политотделы МТС и перестройка колхозных ячеек и районного парт, руководства подняли эффективность деревенских парторганизаций. Это явилось решающим фактором. Ещё ранее был реорганизован хлебозаготовительный аппарат. С.-х. кооперация оказалась лишней. Все дело заготовок, хранения и распределения зерна было сосредоточено в «Заготзерно». Руководство X. было возложено на Комитет по заготовкам с.-х. продуктов при СТО (Комзаг-СТО), реорганизованный затем в КомзагСНК, с райуполномоченными КомзагСТО в р-нах. Все дело начисления обязательств по поставкам зерна государству и по заготовкам сосредоточено в системе КомзагСНК СССР. «Заготзерно» превратилось в орган приемки, хранения и распределения хлеба.
В результате всех этих мероприятий ВКП(б) добилась в 1933 большой победы в укреплении соц. с. х-ва, одним из показателей чего является производство 898 млн ц хлеба в стране и успешное выполнение хлебопоставок государству. В 1933 заготовлено хлеба на 23,1 % больше, чем в 1932. Валовая продукция хлебов в стране увеличилась в 1933 по сравнению с 1932 на 200 млн ц.
| Секторы      | 1929 | 1930 | 1931 | 1932 | 1933 |
| ------------ | ---- | ---- | ---- | ---- | ---- |
| СОВХОЗЫ      | 2,8  | 6,3  | 8,3  | 10,1 | 9,2  |
| КОЛХОЗЫ      | 11,0 | 33,8 | 66,4 | 74,6 | 80,1 |
| ЕДИНОЛИЧНИКИ | 86,2 | 59,9 | 25,2 | 15,3 | 10,7 |

Следует отметить также, что пшеницы заготовлено на 52,4 % больше, чем в 1932, годовой план, установленный СНК СССР и ЦК ВКП(б) для совхозов) выполнен полностью. Совхозы сдали государству зерна на 11,2 % больше, чем в 1932.
Июньский пленум ЦК ВКП(б) (1934) в резолюции «О выполнении плана поставок зерна и мяса» констатировал, что «Итоги весеннего сева являются ярким показателем роста, мощи и организованности колхозного строя в деревне», и указал, что считает боевой задачей всех партийных и советских организаций успешное и организованное проведение уборки и обеспечение максимального сбора хлебов с минимальными потерями. Сроки выполнения заданий по зернопоставкам 1934 установлены по республикам Средней Азии, Закавказья, Сев.-Кавказскому, Азово-Черноморскому и Сталинградскому краям, Крымской АССР, Украинской ССР, юж. и Алма-Атинской областям Казакстана в соответствии с постановлением СНК СССР и ЦК ВКП(б) от 19 января 1933, по хлебосдаче совхозами — к 1 ноября 1934 (125 млн пуд.), по натуроплате МТС—к 1 ноября 1934, по возврату ссуд-— к 1 октября 1934. Во всех остальных краях, областях и республиках: а) по зернопоставкам (за исключением ДВК и вост. части Восточно-Сибирского края)—в сроки в соответствии с постановлением СНК СССР и ЦК ВКП(б) от 19 января 1933, по хлебосдаче совхозами к 1 декабря 1934, по натуроплате МТС—к 1 декабря 1934, по возврату ссуд—к 1 октября 1934. В резолюции даны конкретные руководящие указания о проведении уборки хлебов. Одновременно даны конкретные указания всем партийным и советским учреждениям и организациям, какие меры должны быть приняты для проведения этого плана, как следует бороться с антигосударственными тенденциями, мобилизовать силы и бдительность колхозников и совхозных работников на борьбу за полное выполнение в установленные сроки плана зернопоставок, сдачи зерна в счет натуроплаты и возврата семенных и продовольственных ссуд.

Нормы сдачи зерна государству по обязательным поставкам за период с 1933 года неоднократно снижались. К 1938 году они едва достигают половины норм 1933.
В 1933 также была изменена и система расчетов с колхозами за произведенные в колхозах работы. Для того чтобы стимулировать борьбу за повышение урожайности, вместо системы денежной оплаты была введена оплата натурой, а ставки оплаты отдельных работ поставлены в прямую зависимость от урожая.
Обязательные поставки зерна на протяжении ряда лет давали основную массу хлеба, заготовляемого государством. Но в связи с бурным ростом МТС и объёма выполненных ими работ значительным подъемом урожайности организационно окрепших колхозов систематически росли и размеры поступления зерна по натуроплате. В 1937 несмотря на значительное снижение ставок оплаты работ МТС, поступления зерна по натуроплате уже превысили поступление зерна по обязательным поставкам (по отдельным областям в 1,5—2 раза). Обязательные поставки, составлявшие ещё в 1933/34 70 % поступлений по хлебозаготовкам, в 1937 занимают лишь 33,5 % общих поступлений. Удельный вес единоличников в зернопоставках за этот период снизился с 10 до 0,2 %. Организационно окрепшие совхозы стали передовиками хлебосдачи. Систематически повышая урожайность полей, они довели сдачу в 1937 до 38,7 млн ц. Зерновые совхозы сдали в среднем 8,2 ц с 1 га посева. Существенную роль в заготовках занимают госзакупки, к-рые по заданию правительства осуществляются потребительской кооперацией в по-рядке колхозной торговли, всячески стимулируясь государством.
С 1937 каждый отдельный колхозник и единоличник имел возможность продавать зерно в порядке колхозной торговли хлебом немедленно после выполнения своих обязательств перед государством, не дожидаясь завершения поставок зерна, засыпки семенных и страховых, фондов другими колхозниками и единоличниками края и области как то было в предыдущие годы.
Товарность колхозно-совхозного производства по зерну как минимум достигла 40 % — то есть была в 1,5 выше товарности довоенного (имеется в виду I мировая) зернового хозяйства. Например в 1938 году, несмотря на засуху в Поволжье и прилегающих областях, товарного хлеба было около 2,3 млрд пудов зерна, то есть на 1 млрд пудов больше чем в исключительно урожайном 1913.
Столь высокая товарность земледелия обеспечила возможность вести заготовки зерна за период 1936-39 на уровне не ниже 1 600 млн пудов, а в 1937 даже заготовить 1 млрд. 800 млн пудов. Если к тому же учесть заготовки на основе госзакупок ок. 220 млн пудов зерна, то получим, что хлебозаготовки 1937 достигли рекордного числа в 2 млрд пудов (318,5 млн. ц), в то время как ещё в 1934/35 было заготовлено ок. 1,5 млрд. пудов.
С изменением форм и методов хлебозаготовок был перестроен и хлебозаготовительный аппарат. Организация заготовок была возложена на специально созданную систему Комитета заготовок при СНК СССР, преобразованного в 1938, согласно Конституции СССР, в Народный комиссариат заготовок. Все дело приема, хранения и распределения зерна сосредоточено в единой гос. организации «Заготзерно», позднее Разукрупненной на 3 самостоятельных объединения: «Югозаготзерно», «Центрозаготзерно» и «Восток-заготзерно», обслуживающих отдельные части Советского Союза.

## 1940—1941 Хлебозаготовки на основе поставок зерна с каждого гектара пашни
С 1940 в политике хлебозаготовок, как и в политике заготовок других с.-х. продуктов, произошли существственные изменения. Размер поставок зерна устанавливается с каждого гектара пашни, закреплённой за колхозом. Новый порядок X. должен был дать новые мощные стимулы развития зерновых культур освоения целины, введения правильных севооборотов и т. д.

## Справочные данные за период 1921—1934
| Показатели                | 1921 | 1922  | 1923  | 1924  | 1925  | 1926  | 1927  | 1928  | 1929  | 1930  | 1931  | 1932  | 1933  | 1934  |
| ------------------------- | ---- | ----- | ----- | ----- | ----- | ----- | ----- | ----- | ----- | ----- | ----- | ----- | ----- | ----- |
| Валовой сбор (млн.ц)      | -    | 503,1 | 565,9 | 514,0 | 724,6 | 768,3 | 723,0 | 733,2 | 717,4 | 835,4 | 694,8 | 698,7 | 898,0 | 894,0 |
| Посевная площадь (млн.га) | 79,8 | 66,2  | 78,6  | 82,9  | 87,3  | 93,7  | 94,7  | 92,2  | 96,0  | 101,8 | 104,4 | 99,7  | 101,5 | 104,7 |

| Показатели              | 1921/22 | 1922/23 | 1923/24 | 1924/25 | 1925/26 | 1926/27 | 1927/28 | окт -дек1928 | 1929   | 1930    | 1931    | 1932    | 1933    |
| ----------------------- | ------- | ------- | ------- | ------- | ------- | ------- | ------- | ------------ | ------ | ------- | ------- | ------- | ------- |
| тонны                   | 116     | 748 524 | 2661249 | 598759  | 2068777 | 2177714 | 344377  | 43618        | 262247 | 4846024 | 5182835 | 1819114 | 1771364 |
| тыс. рублей             | 7       | 38784   | 145334  | 51379   | 157945  | 202611  | 32815   | 7439         | 23007  | 207068  | 157623  | 52278   | 46324   |
| весь экспорт (тыс.руб.) | 726672  | 2160801 | 6736893 | 6168962 | 7855819 | 806802  | 791572  | 216485       | 923701 | 1036371 | 811210  | 574928  | 494 872 |

## Хлебозаготовки в период Великой Отечественной войны
Хлебозаготовительные планы в период Великой Отечественной войны составляли (данные по СССР):
- 1941/1942 год — 36,2 млн тонн, выполнен на 65,8 %;
- 1942/1943 год — 23,7 млн тонн, выполнен на 52,8 %;
- 1943/1944 год — 17,4 млн тонн, выполнен на 60,7 %;
- 1944/1945 год — 24,4 млн тонн, выполнен на 86,1 %.